# Deutscher Stifterpreis
Der Deutsche Stifterpreis ist eine Auszeichnung, die seit 1994 vom Bundesverband Deutscher Stiftungen vergeben wird. Mit ihm werden  stifterische Einzelleistungen geehrt. Hierbei kann es sich um Errichtungen neuer Stiftungen oder um besondere Leistungen in bereits bestehenden Stiftungen handeln. Der Preis ist eine ideelle Auszeichnung und nicht mit einer finanziellen Dotierung verbunden. Er wird unregelmäßig verliehen und kann auch an mehrere Personen gemeinsam vergeben werden. 

## Bestimmung der Preisträger
Der Deutsche Stifterpreis stellt sich neu auf. Konzeption und Vergabekriterien werden zur Zeit überarbeitet.

## Preisträger
| Jahr | Preisträger |
| ---- | --- |
| 1994 | Horst Flakowski |
| 1996 | Ludwig Güttler |
| 1997 | Michael Stich |
| 1999 | Klaus Tschira |
| 2000 | Eske Nannen |
| 2001 | Paul Raabe |
| 2003 | Bürgerstiftung Dresden |
| 2004 | Peter Daetz |
| 2006 | Alexander Brochier |
| 2007 | Christiane Nüsslein-Volhard |
| 2009 | Carlo Giersch und Karin Giersch |
| 2010 | Jens Mittelsten Scheid |
| 2011 | Haymo G. Rethwisch |
| 2013 | Udo van Meeteren |
| 2014 | Dietmar Hopp |
| 2015 | Jenny De la Torre Castro |
| 2016 | Polytechnische Gesellschaft |
| 2017 | Gabriele Quandt, Florian Langenscheidt |
| 2018 | Ise Bosch |
| 2019 | Alle Bürgerstifterinnen und Bürgerstifter in Deutschland |
| 2020 | Hans Schöpflin, Mitgründer und Vorstandsvorsitzender der Schöpflin Stiftung sowie Gründer der Panta Rhea Foundation (Übergabe aufgrund der Corona-Pandemie erst im November 2021) |
| 2022 | Statt des Stifterpreises wurde ein „Sonderpreis für besonderen Einsatz für die Zivilgesellschaft“ vergeben an die Menschenrechtsorganisation Memorial                             |